# Олійник Олександр Якович
Олійник Олександр Якович (нар. 25.11.1929 р.) — вчений у галузі гідромеханіки. Член-кореспондент Національної академії наук України (1973), лауреат Державної премії УРСР у галузі науки і техніки (1981).

## З життєпису
О. Я. Олійник розробив теорію і методи розрахунку різних дренажних систем у складних природних і техногенних умовах, а також теорію захисту земель від затоплення та підтоплення ґрунтовими водами. Він автор теорії і методів розрахунку очищення поверхневих, підземних і стічних вод від забруднень різного походження на фільтрах та інших спорудах водопостачання і водовідведення. Учений разом з учнями побудував і реалізував гідродинамічні моделі міграції забруднень і тепла в зонах АЕС і ТЕС.
Під керівництвом Олександра Яковича низку наукових матеріалів упроваджено в наукових, проектних та виробничих підрозділах міністерств меліорації і водного господарства СРСР та УРСР, Держводгоспу України, зокрема: «Нормы проектирования. ВСП-33.2.2. Дренаж на орошаемых землях» (1986); «Методические рекомендации по расчетам защиты территорий от подтопления в зоне орошения»; «Меліоративні системи та споруди. Державні будівельні норми ДБН В.2.4.-1.99» (1999). З-під пера вченого вийшло 230 наукових праць, у тому числі 15 монографій. Він підготував 3 докторів і 30 кандидатів наук.
О. Я. Олійник — член Міжнародної асоціації гідравлічних досліджень, голова комісії з водних проблем Міністерства освіти і науки України, науково-технічної ради Держводгоспу, входить до складу низки вчених рад. Він є головним редактором науково-технічного збірника «Проблеми водопостачання, водовідведення та гідравліки», членом редколегії наукового журналу «Прикладна гідромеханіка».
Учений відзначений Почесною грамотою Президії Верховної Ради УРСР (1979), Державною премією УРСР у галузі науки і техніки (1981), премією ім. О. М. Динника Президії АН УРСР (1990).
Нині О. Я. Олійник — завідувач кафедри гідравліки та водовідведення Київського національного університету будівництва і архітектури. Він також очолює відділ Інституту гідромеханіки НАН України.